# Kosmografie

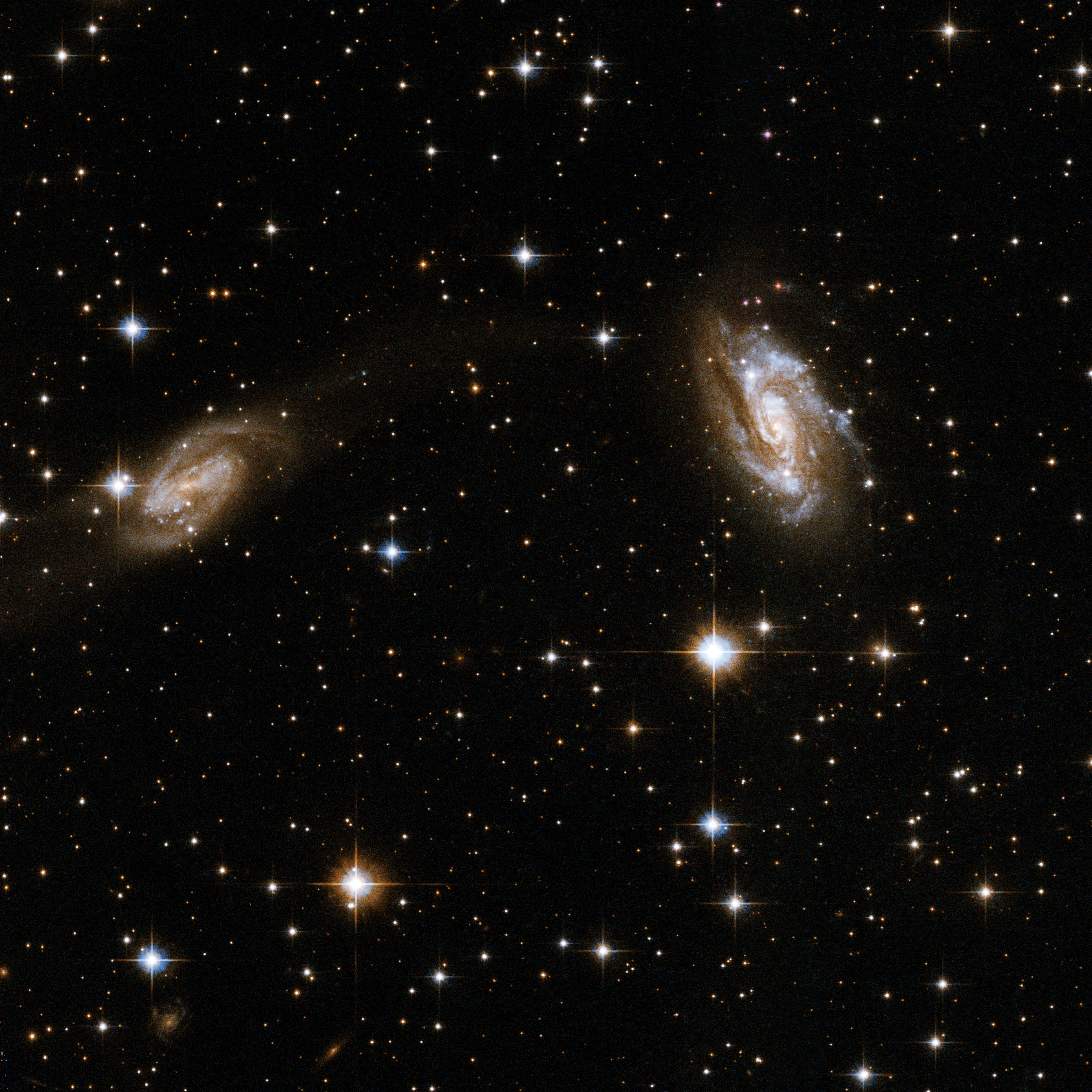
Een foto van het heelal, genomen door de Hubble.

Kosmografie (Oudgrieks: kósmos "aarde, heelal, kosmos" en gráphein, "schrijven") is een wetenschap die alles wat met de kosmos ofwel het hele heelal te maken heeft beschrijft. Zowel de Aarde als alles wat daarbuiten ligt (de ruimte) zijn dus onderwerp van studie. Uit de kosmografie zijn meer specifieke disciplines voortgekomen: de geologie en de geografie enerzijds en de astronomie anderzijds.

## Geschiedenis
Tot de 17e eeuw vielen de kosmografie en de geografie als disciplines goeddeels samen en werden de begrippen vaak door elkaar heen gebruikt. In de Middeleeuwen was de kosmografie vaak sterk moralistisch en spiritueel van inslag; zo werd aan de hand van sterrenbeelden bijvoorbeeld getracht karaktereigenschappen van de mens te verklaren. Vanaf de Vroegmoderne Tijd vonden er binnen de verschillende deelgebieden van de kosmografie allerlei nieuwe ontwikkelingen plaats die gaandeweg leidden tot de disciplines geografie, landmeetkunde, cartografie en astronomie in hun huidige vorm.
Enkele bekende kosmografen zijn: de geograaf van Ravenna, Martin Behaim, Martin Waldseemüller, Sebastian Münster, Peter Apian, Gerardus Mercator, Vincenzo Maria Coronelli en Thomas Porter.
In Nederland was kosmografie tot de invoering van de Mammoetwet (1966) een schoolvak op de HBS (op het gymnasium tot 1919).

## Werken
Tot de oudst bekende kosmografische studies rekent men de anoniem gepubliceerde Kosmografie van Ravenna uit de 7e eeuw. Dit werk wordt ook wel de Geografie van Ravenna genoemd. Ook het 13e-eeuwse werk 'Aja'ib al-makhluqat wa-ghara'ib al-mawjudat van de Perzische arts en wetenschapper Zakariya al-Qazwini geldt als een belangrijke kosmografische verhandeling.